# Kewullay Conteh
Kewullay Conteh, född 31 december 1977 i Freetown, är en före detta fotbollsspelare från Sierra Leone som spelade som försvarare.
Conteh kom som ungdom till FC Café Opera med hjälp av Sierra Leones dåvarande förbundskapten Roger Palmgren. Han flyttade senare till Italien och blev förste sierraleonier att spela i Serie A. Conteh spelade resten av sin karriär i Italien, för olika klubbar i Serie A och Serie B.
Han representerade även Sierra Leones landslag och spelade för dem i Afrikanska mästerskapet 1996.
I februari 2022 utsågs han till tränare för Sierra Leones U20-damlandslag.